# Новосильцев, Лука Захарьевич
Лука Захарьевич Новосильцев(иначе Новосильцов), иначе Лука Захарьич, иначе Дюткин, Лука Захарьевич) — воевода, дипломат XVI в.

## Происхождение
Лука Захарьевич происходил из рода Новосильцевых (фамилия первоначально писалась как Новосильцовы). Предок Новосильцевых Юрий Шалый в начале XIV века прибыл из Швеции в Литву, а затем и в Россию. Его сын Яков Юрьевич был наместником Серпухова, а другой сын Григорий был предком Луки. Сын Григория — Фёдор носил прозвище Дютко, поэтому его потомство именовали и Новосильцевами и Дюткиными. Одним из сыновей Федора Григорьевича был Захарий, отец Луки.

## Служба
20 апреля 1555 года (28 апреля 7073) на свадьбе князя старицкого Владимира Андреевича и княжны Авдотьи Романовны Одоевской вместе с Фёдором Загряским нес подножья к церкви
В 1572 году (7080 лето) Лука Новосильцев был назначен наместником в Ряжске. В осенью 1573 года (октябрь 7082 лета) также был наместником в Ряжске. В случае крымского набега ему вместе с рядом других воевод  поручался передовой полк, при этом оговаривалось «А как сойдутца тульские и украинские воеводы с серпуховскими воеводами для приходу больших воинских людей». В этом случае Лука Новосильцев был указан уже в сторожевом полку.
В 1574 году (7082 лето) при определении полковых воевод у «польской украины» Лука Новосильцев был с князем Дмитрием Петровичем Елецким назначен в обоз. В 1575 году (7083 лето) с князем Дмитрием Петровичем Елецким в береговой рати командовал нарядом (то есть артиллерией).
С грамотой, датированной началом 1576 года (январь 7084 лета), в качестве посланника был направлен в Речь Посполитую. В этой грамоте Иван Грозный отказывал отпустить сына Фёдора на троны Литвы и Польши и предлагал свою кандидатуру в качестве  великого князя Литовского, а Эрнеста Габсбурга в короли Польши. Иван Грозный через посланника обещал сохранить местные привилегии. 16 марта 1576 года (6 марта 7084) Ивану Грозному вместе с Новосильцевым был прислан ответ 
В 1577 году (7085 лето) к царю Ивану Васильевичу прибыли кабардинские послы, во главе с Камбулатом. Тот просил у Ивана Грозного покровительства. Для защиты Иван Васильевич приказал Лукьяну Новосильцеву в качестве воеводы идти на юг и поставить город. Новосильцев поставил Терский город на месте слияния реки Сунжи с Тереком. Во время турецко-персидской войны крымский калга Адиль-Гирей с согласия воеводы Новосильцева прошёл через терские земли на Шамаху. Но в борьбе с Сефевидами Адиль-Гирей потерпел поражение и попал в плен. Его отступающие отряды (воевода Новосильцев утверждал, что их было 10 тысяч) возвращаясь в Крымское ханство  пересекали русские земли без получения разрешения. Поэтому Лука Новосильцев на них напал и их отогнал.
5 декабря 1584 года (25 ноября 7093 лета) Лукьян Новосильцев был отправлен посланником к императору Рудольфу II. Его сопровождал переводчик Яков Заборовский. Лукьяну предписывалось проехать через земли Речи Посполитой, а возможно и через Саксонию. Также оговаривалось, чтобы Лукьян при приёме с посланцами других держав ставил свой статус выше, чем послы турецкий, французский, литовский или иные послы. «За столом сидеть выше их», а в ином случае («если будут садить ниже») просто вернутся на своё подворье. Новосильцеву давались ответы на вопросы о том какие у России отношения с Речью Посполитой, Турцией, Персидской державой, с Крымским ханством, покорёнными Астраханскими, Казанским и Сибирским ханствами, о вассальной Ногайской орде. В феврале-марте 1585 года с разрешения короля Стефана Батория русское посольство с сопровождающими пересекло Речь Посполитую. В конце марта 1585 года (15 марта 7093 лета) остановилось в 5 верстах от Праги. И через Даниила Принца велись переговоры о приёме у императора. В марте и апреле 1585 года (20 марта и 15 апреля 7093 лета) русское посольство было принято императором Рудольфом. 25 июня 1585 года (15 июня 7093 лета) Лукьян Новосильцев (проехав через Лович, Варшаву, Минск, Оршу) вернулся в Россию. В ходе посольства удалось договориться о возобновлении дипломатических отношений «как во времена императора Максимилиана и царя Ивана Васильевича». Также Новосильцев сообщил сведения о том какие отношение складываются у императора Рудольфа с братьями,  с турецким султаном, с Семиградским княжеством, а также о войне во Франции.
В 1588 году (4 апреля 7096 лета) дворянин  Лука Новосильцев вместе с князем Андреем Ивановичем Хворостиным был назначен в Терский город.
В мае 1592 года (между 8 и 13 мая 7100 лета) в качестве одного из объезжих голов следил за пожарной безопасностью в районе Белого каменного города, на Меньшом посаде, за рекой Неглинной.

## Комментарии
1. ↑  В «Разрядной книге 1475-1605» в 1575 году он назван как «Лука Назарьев сын Новосильцов»[5], вместо «Лука Захарьев сын» как в других разрядных книгах. У Долгорукого в родословной Новосильцевых нет никого ни с именем Назар, ни с производными именами
2. ↑  В конце XVI века — XVII веке в российском государстве использовался иной календарь: год начинался в сентябре, даты продолжали указываться по юлианскому стилю (на  момент введения в 1582 году в Италии григорианского стиля разница меж ними составляла 10 дней) и использовали константинопольскую эру. И даты с сентября по декабрь имели разницу в 5509 лет, а с января по август 5508 лет. Поэтому в статье приведены две даты. Для событий до 1582 года пересчёт точные даты приведен по юлианскому календарю, с 1582 года по григорианскому. Пролептический григорианский календарь как умозрительный в статье также не использован, так как это потребовало бы третей даты. Например свадьбу по этому календарю надо датировать 8 мая 1555, а АИ используя юлианский календарь указывают 20 апреля 1555 года[6]
3. ↑  Кроме Луки Новосильцева в передовой полк со своими людьми должны были войти: из [Донков]а воевода Василий Львович Салтыков и Игнатий Кобяков, из Мценска наместник Богдан Шапкин
4. ↑  в этом полку воеводой был назван князь Василий Иванович Телятевский, затем наместник Лука Новосильцев, потом воевода Дедилова Иван Бутурлин с Денисом Ивашкиным, и наместник Мценска Богдан Шапкин
5. ↑  «Разрядная книга 1475-1605» датировала это назначение 10 апреля 7080 лета, что соответствует 10 апреля 1574 года
6. ↑  «Разрядная книга 1475-1605» писала, что они командовали нарядом, а обозом командовали воевода князь Семён Иванович Коркодинов и Фёдор Пучко Молвянинов[13]. Но в двух других Коркодинов и Молвянинов руководили нарядом, а Елецкий и Новосильцев - обозом
7. ↑  «Разрядная книга 1475-1605» датировала это назначение 10 апреля 7083 лета, что соответствует 20 апреля 1575 года
8. ↑  Разрядные книги по-разному описывают статус Луки Новосильцева. Так «Разрядная книга 1475-1605» утверждала, что на Терек были посланы воеводы князь Андрей Иванович Хворостин, Василий Яковлевич Кузьмин-Короваев и Лука Новосильцев, а с ними голова Григорий Вердеревский. А «Разрядная книга 1475-1598» утверждала что «на Тереке в городе» воеводой был лишь Андрей Иванович Хворостин, а Лука Новосильцев был головой, а «в остроге» воеводой был Василий Кузьмин, а  Григорий Вердеревский головой[23]